# Bela Vista
Bela Vista – miasto i gmina w Brazylii, w stanie Mato Grosso do Sul.